# Албрехт IV (Саксония-Лауенбург)
Вижте пояснителната страница за други личности с името Албрехт IV.
Албрехт IV (на немски: Albrecht IV; * 1315, † 1344) от род Аскани, е от 1338 до 1344 г. херцог на Саксония-Лауенбург в линията Мьолн и Бергедорф.

## Живот
Син е на херцог Йохан II (1275 – 1322) от Саксония-Лауенбург и съпругата му Елизабет (1300–пр. 1340), дъщеря на граф Хайнрих I фон Холщайн-Рендсбург (1258 – 1304) и съпругата му Хайлвиг (1265-сл. 1324), дъщеря на граф Флорис фон Бронкхорст. Майка му се омъжва през 1329 г. (развод 1331) за принц Ерик от Дания (1307 – 1331).
След смъртта на баща му той управлява малкото херцогство с резиденция дворец Бергедорф (днес в Хамбург), както показват издадени документи от 1335, 1342 и 1359 г. За да поддържа двора си той прави, както баща му преди на граф Герхард III от Холщайн-Рендсбург, залагания на имоти. Политиката на Албрехт е под голямото влияние на Холщайните. Албрехт нахлува през зимата 1343/1344 г. в територията на братовчед му херцог Ерих, понеже давал убежище на пътните крадци, които нападали търговските каравани. Албрехт унищожава множество крепости и умира преди края на този поход.
Неговите синове един след друг поемат управлението, но умират без мъжки наследник. С неговите деца линията измира по мъжка линия през 1401 г.

## Фамилия
Първи брак: 1334 г. с Беата от Шверин († пр. 1341), дъщеря на Гунцелин VI граф на Шверин и Рихардис от Текленбург. С нея той има трима сина:
- Йохан III (ок. 1335 – 1356), херцог от 1344 г.
- Албрехт V (ок. 1335 – 1370), херцог от 1356 г.
- Ерих III († 1401), първо домхер, херцог от 1370 г. С него измира линията Мьолн-Бергедорф на асканската княжеска къща.

Втори брак: 1341 г. със София фон Верле (1329 – 1364), дъщеря на граф Йохан II († 1337) от Мекленбург-Верле-Гюстров и на Матилде († 1344), дъщеря на херцог Хайнрих I от Брауншвайг. През 1344 г. София се омъжва за херцог Барним IV (1325 – 1365) от Померания-Волгаст и има с него два сина и една дъщеря.